# 英桂
英桂（1801年—1879年），字香巖，赫舍里氏，原为正蓝旗包衣，后抬入滿洲正藍旗。清朝官员。

## 生平
道光元年（1821年）翻译舉人，以中書充軍機章京，晉侍讀。授山東青州知府，遷登萊青道。擢山西按察使，調山東，署布政使。咸豐三年（1853年），擢河南巡撫。太平軍入湖北，英桂赴南陽抵禦。捻首張洛行佔據安徽雉河集，英桂奉命總督三省軍務，於三河尖、潁上等地屢敗捻軍，捕獲陳太安、王庭貞。咸豐八年（1858年），遷山西巡撫。
同治二年（1863年），遷福州將軍。根据中国第一历史档案馆的档案显示，英桂原系正蓝旗包衣，于同治三年任福州将军时将其家族抬入正蓝旗满洲。歷官閩浙總督、內大臣。同治十一年（1872年），授兵部尚書，兼總管內務府大臣。調吏部，兼步軍統領。光緒元年（1875年），協辦大學士。光緒三年（1877年），授體仁閣大學士。
光緒四年（1878年），以病乞休。光緒五年（1879年），卒，贈太子太保，諡文勤。

## 家庭
- 曾祖九勒。
- 祖父福格。
- 父興德。
- 胞兄英毓，天津道調補霸昌道；江苏督粮道英樸（子聚齡；其妻黄氏，胞兄内务府正白旗汉军、同治戊辰进士廣照）；英沛。
- 子崇齡，禮部郎中；松齡；多齡，甘肅候補道。
- 女赫舍里氏，嫁四川川東道、鑲黃旗蒙古額爾德特氏錫珮。錫珮之父恭勤公恆福，祖父勤襄公璧昌，曾祖乾隆辛卯科進士、簡勤公和瑛，高祖三等侍衛德克精額。錫珮之胞姊額爾德特氏，嫁光緒三年（1877年）丁丑科進士、镶白旗宗室盛昱；侄孙女額爾德特氏，系末代皇帝溥仪之淑妃文繡。
- 孙女，崇龄之女，为贝勒毓朗嫡福晋

## 延伸阅读
[在维基数据编辑]
 《清史稿·卷440》，出自趙爾巽《清史稿》
 《清史稿·卷227》